# Aye Thar Yar
Ayetharyar é uma cidade do estado de Shan, no Myanmar (Birmânia).